# Philodromus keyserlingi
Philodromus keyserlingi es una especie de araña cangrejo del género Philodromus, familia Philodromidae. Fue descrita científicamente por Marx en 1890.

## Distribución
Esta especie se encuentra en Canadá y los Estados Unidos.